# Objection Overruled
| 전문가 평가                      | 전문가 평가 |
| 평가 점수                        | 평가 점수   |
| 출처                             | 점수        |
| -------------------------------- | ----------- |
| AllMusic                         | [ 1 ]       |
| Collector's Guide to Heavy Metal | 7/10        |

《Objection Overruled》는 독일의 헤비 메탈 밴드 억셉트의 아홉 번째 스튜디오 음반으로, 1993년에 발매되었다. 1986년 《Russian Roulette》 이후 우도 디르크슈나이더가 리드 보컬로 참여한 것은 이번이 처음이다. 록스 스튜디오에서 사전 제작한 후 스토멜른의 디어크스 스튜디오에서 녹음되었다.

## 배경
다른 억셉트 음반들과는 달리, 울프 호프만은 《Objection Overruled》를 녹음하기 쉬운 음반으로 기억한다.
우도는 《Objection Overruled》를 "그 고전적인 억셉트 사운드"와 "매우 좋은 억셉트 음반"이라고 부르며 동의했다. 음반이 발매된 후에야 밴드 내에 균열이 다시 나타나기 시작했다.
인증되지 않은 커버 사진은 울프 호프만이 찍은 것이다.
2017년까지 〈Bulletproof〉와 〈Amamos la Vida〉는 라이브 쇼에서 여전히 재생되는 유일한 음반이었다. 2017년~2018년 투어에서, 그들은 또한 타이틀곡을 그들의 세트 리스트에 포함시켰다.

## 곡 목록
모든 곡들은 억셉트와 개비 호프만에 의해 작사/작곡하였다.
| #   | 제목                          | 재생 시간 |
| --- | ----------------------------- | --------- |
| 1.  | 〈Objection Overruled〉       | 3:39      |
| 2.  | 〈I Don't Wanna Be Like You〉 | 4:18      |
| 3.  | 〈Protectors of Terror〉      | 4:03      |
| 4.  | 〈Slaves to Metal〉           | 4:37      |
| 5.  | 〈All or Nothing〉            | 4:31      |
| 6.  | 〈Bulletproof〉               | 5:05      |
| 7.  | 〈Amamos la Vida〉            | 3:19      |
| 8.  | 〈Sick, Dirty and Mean〉      | 4:33      |
| 9.  | 〈Donation〉                  | 4:48      |
| 10. | 〈Just by My Own (기악)〉     | 3:29      |
| 11. | 〈This One's for You〉        | 4:10      |